# Chalumeau (outil)
Pour les articles homonymes, voir Chalumeau.
Cet article concerne l'outil employé en métallurgie. Pour l'outil employé en  acériculture, voir Chalumeau (acériculture).

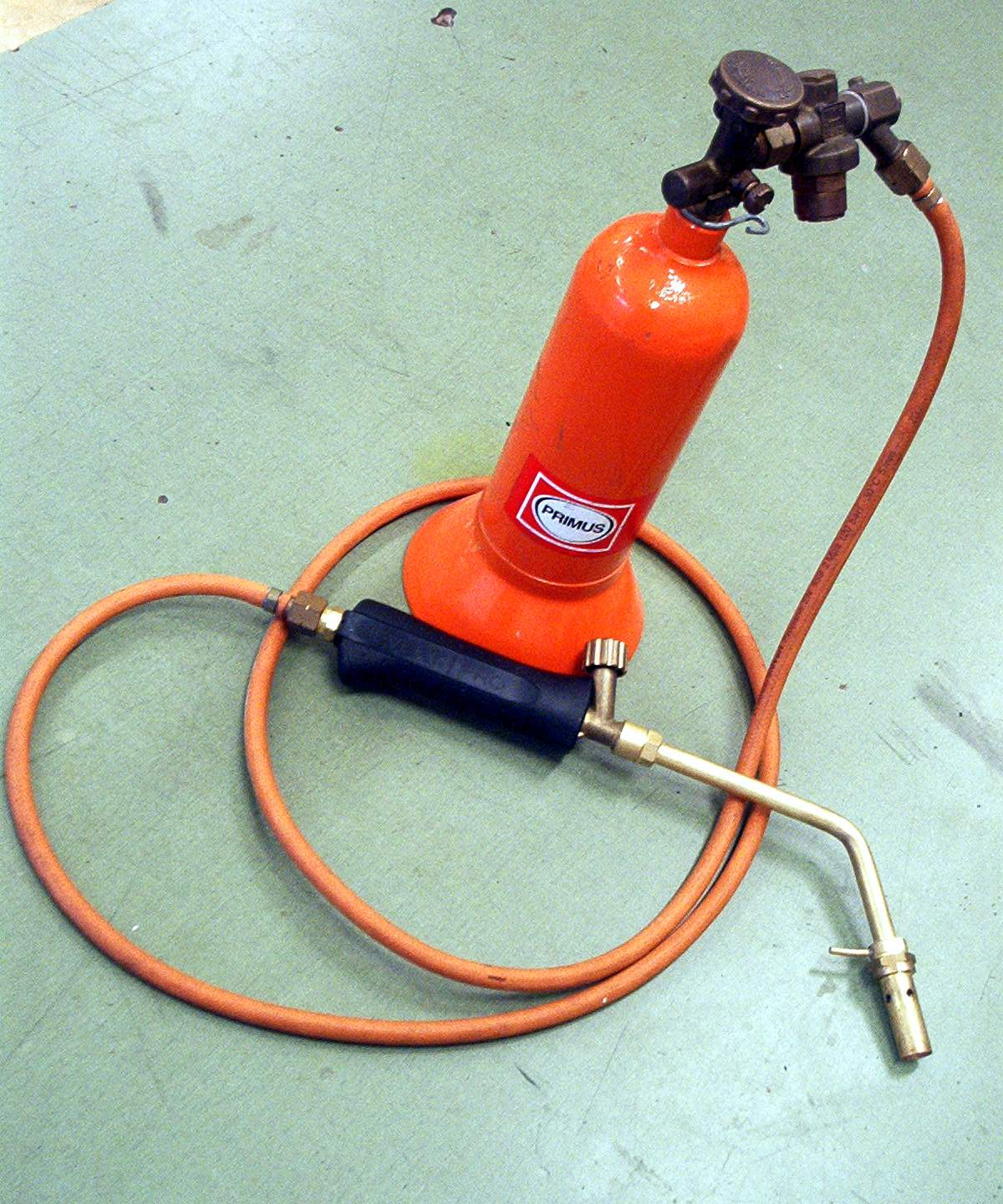
Un chalumeau à propane.

Le chalumeau est un outil employé pour la découpe ou la soudure thermique de pièces de métal. La source de chaleur est obtenue par la combustion d'un mélange de gaz.
C'est plus spécifiquement la partie d'un poste de soudure autogène par laquelle s'échappe la flamme et qui permet de réaliser le mélange entre combustible et comburant. Elle est composée d'un mélangeur, d'une lance et d'une buse.

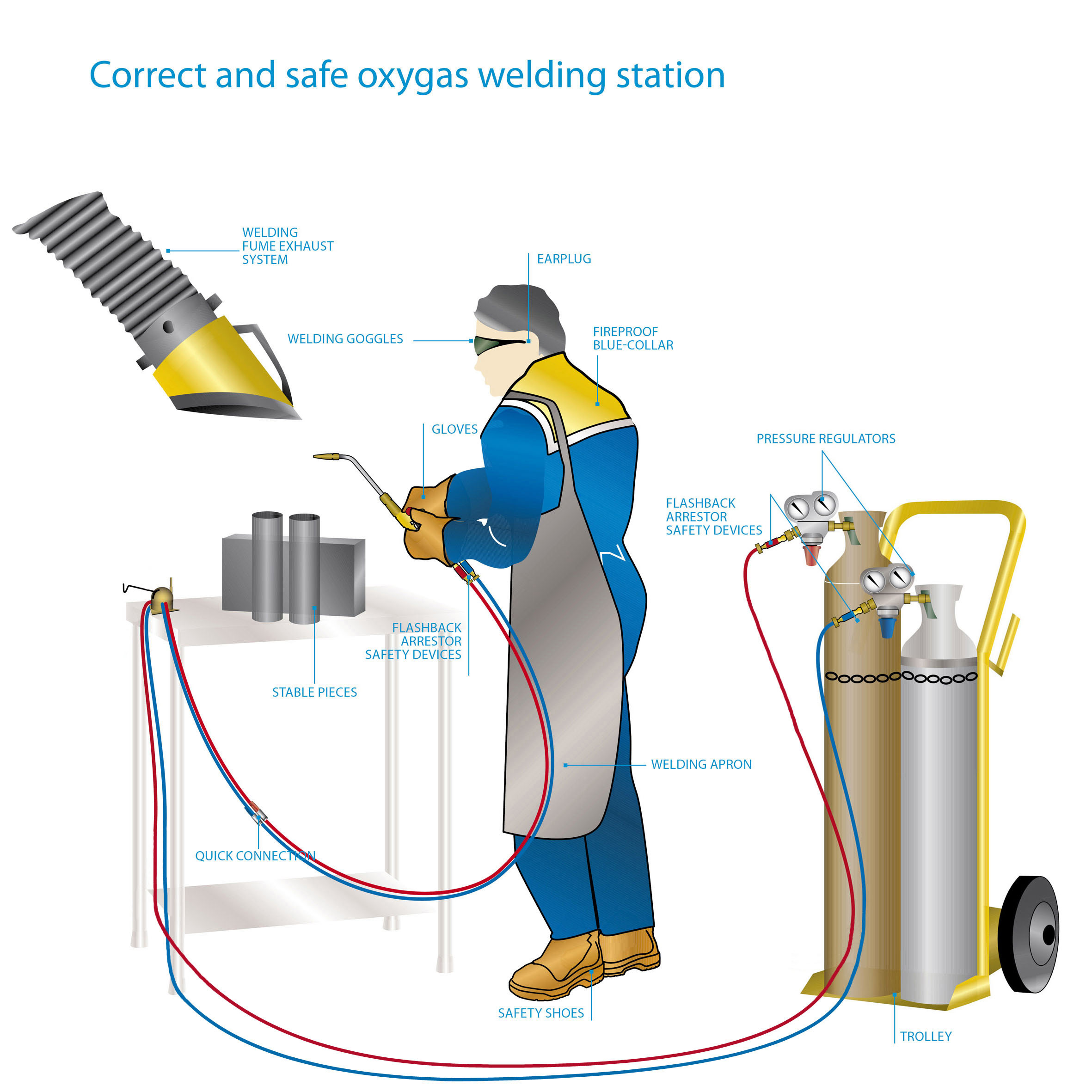
Un poste de soudure autogène.

Dans le cas d'un chalumeau oxyacétylénique, les gaz utilisés sont le dioxygène pur et l'acétylène, dont la combustion dégage une énergie importante (du fait de la triple liaison carbone-carbone et de l'efficacité de l'oxycombustion). La température de la flamme peut dépasser 3 100 °C.

## Description

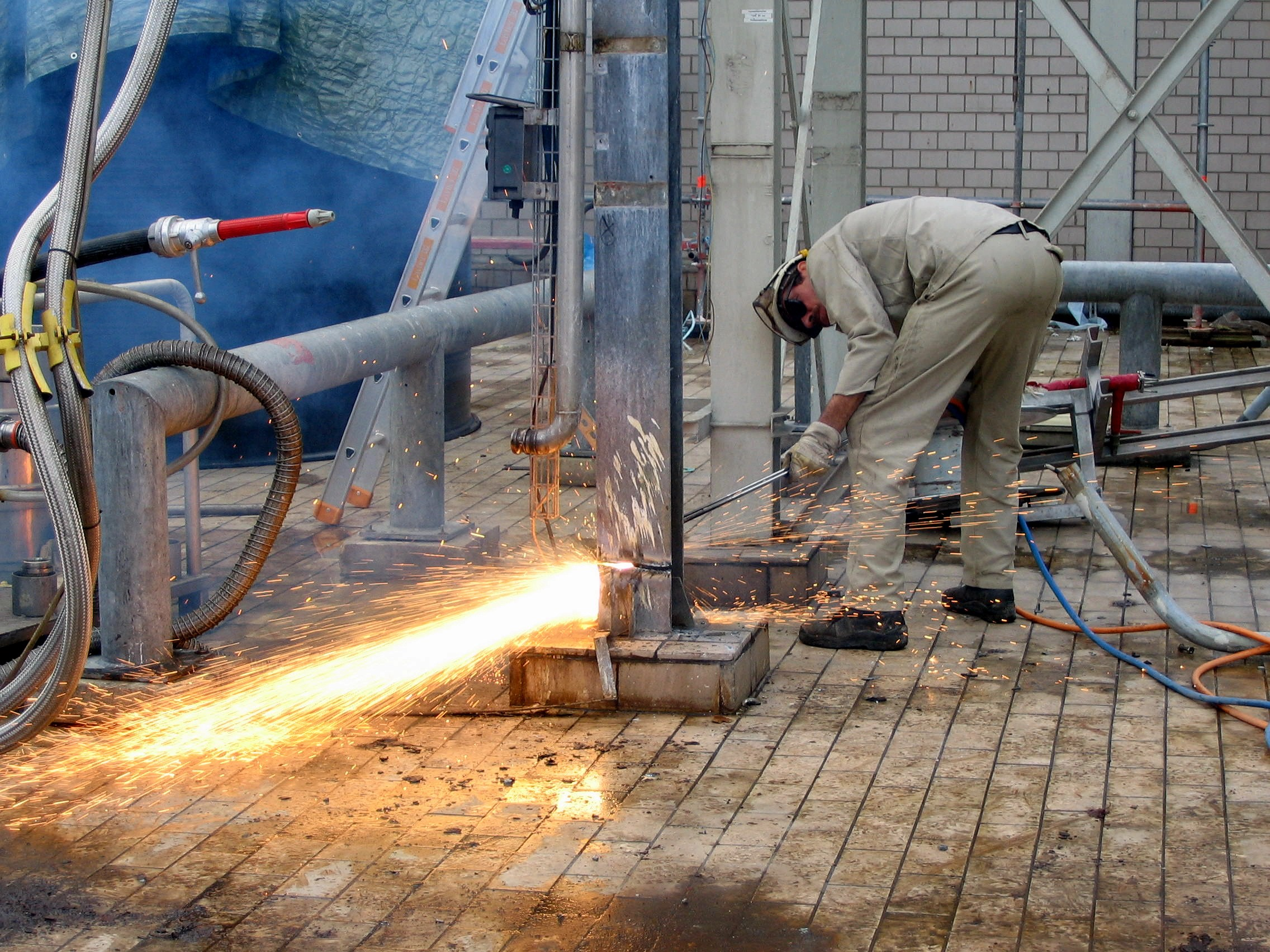
Un chalumeau, outil pour découper un profilé en acier lors de la démolition d'une usine (août 2006).

Un poste de soudure autogène se compose de :
- une bouteille d'oxygène pur à 99,5 % comprimé à 200 bars de pression[1],[2] ;
- une bouteille d'acétylène stocké dissous dans de l'acétone (15  à   20 bars de pression)[1],[2] ;
- deux manomètres/détendeurs, avec dispositif de réglage de la pression pour chaque gaz[1] ;
- deux tuyaux de couleurs différentes[1] (un pour chaque gaz) raccordés au chalumeau proprement dit ;
- un chalumeau qui dispose de deux robinets de réglage du mélange des gaz ;
- une buse à la sortie de laquelle se forme la flamme[2].

Par mesure de sécurité, il convient d'employer des soupapes sur les tuyaux pour éviter un retour de flamme vers les bouteilles, surtout celle d'acétylène. L'explosion accidentelle d'une bouteille d'acétylène est toujours catastrophique.
Le diamètre et le type de la buse où se produit la combustion à haute température sont adaptés ou choisis en fonction de la puissance de chauffe, donc du débit de gaz nécessaire.
Certains chalumeaux à haut rendement ou forte capacité disposent d'un mécanisme avec soupape spéciale pour augmenter momentanément les flux de gaz. Par exemple certains chalumeaux pour découpage.

## Historique
L'idée d'augmenter la température de flamme par apport d'air comprimé est très ancienne. Au XVIIIe siècle, les chimistes suédois, puis russes, ont su tirer parti du soufflet à bouche pour l’identification des alliages et métaux par leur couleur de flamme, mais le débit de gaz était irrégulier et beaucoup trop faible pour permettre de contrôler la fusion des alliages.
L'idée de souder le métal à l'aide d'un jet de gaz combustible revient à un chimiste américain, Robert Hare, qui en 1802 invente ainsi le « chalumeau oxhydrique ». L'instrument utilisait un mélange stœchiométrique d'oxygène et d'hydrogène  et pouvait fournir une température estimée à 2 000 °C.
Dans les années 1890, Henry Le Chatelier envisage la fabrication d'un chalumeau permettant de souder sous l'eau en utilisant la température de combustion élevée de l'acétylène. Aidé de Charles Picard, il tente d'abord en vain de résoudre les problèmes posés par les risques d'explosion en concevant un brûleur en matériau réfractaire (1898). Les deux hommes atteignent finalement les résultats espérés (1901) avec Edmond Fouché en portant le débit du mélange combustible air+acétylène à plus de 200 m/s.

## Procédés

### Soudage oxyacétylénique
Ce procédé est considéré comme l'ancêtre du procédé TIG ((en)Tungsten-Inert-Gas), tant pour la dextérité nécessaire (coordination bimanuelle) que pour le niveau de précision atteignable du joint de soudure obtenue. Toutefois, la diffusion thermique induite par l'usage d'une flamme (comparé a un arc-électrique ayant pour anode ou cathode directement les pièces à souder), implique une déperdition d'énergie conséquente. Cela peut être considéré comme un avantage si l'on souhaite limiter les effets de « trempe à l'air » (refroidissement trop rapide à cause de la température ambiante), mais c'est aussi ce qui augmente le temps d'exécution d'un joint de soudure. 
De plus, outre les risques inhérents à l'usage d'oxygène pur (exemple : combustion spontanée de graisse en sa présence), l'oxygène est considéré comme inadéquat dans les opérations de soudure de certain métaux. Ainsi, bien que possible, le soudage de métaux d'usage commun reste compliqué (cuivre ; aluminium , ; alliage ferreux (fer doux, acier, inox, etc.),).
Lorsqu'un métal d'apport est nécessaire, celui-ci se présente sous la forme d'une baguette métallique du diamètre approprié tenue à la main et apportée de proche en proche dans le bain de fusion. La baguette de brasage pour effectuer la soudure doit contenir une quantité minimum des deux alliages à souder pour que celui-ci se fasse avec succès[source insuffisante].
Malgré ces inconvénients, le soudage oxyacétylénique reste avantageux par sa polyvalence, on peut :
- réaliser des traitements thermiques avec le même équipement,
- faire de la brasure ou soudobrasure avec le même équipement,
- on peut faire de l'oxycoupage en changeant de chalumeau.

### Autres gaz ou techniques

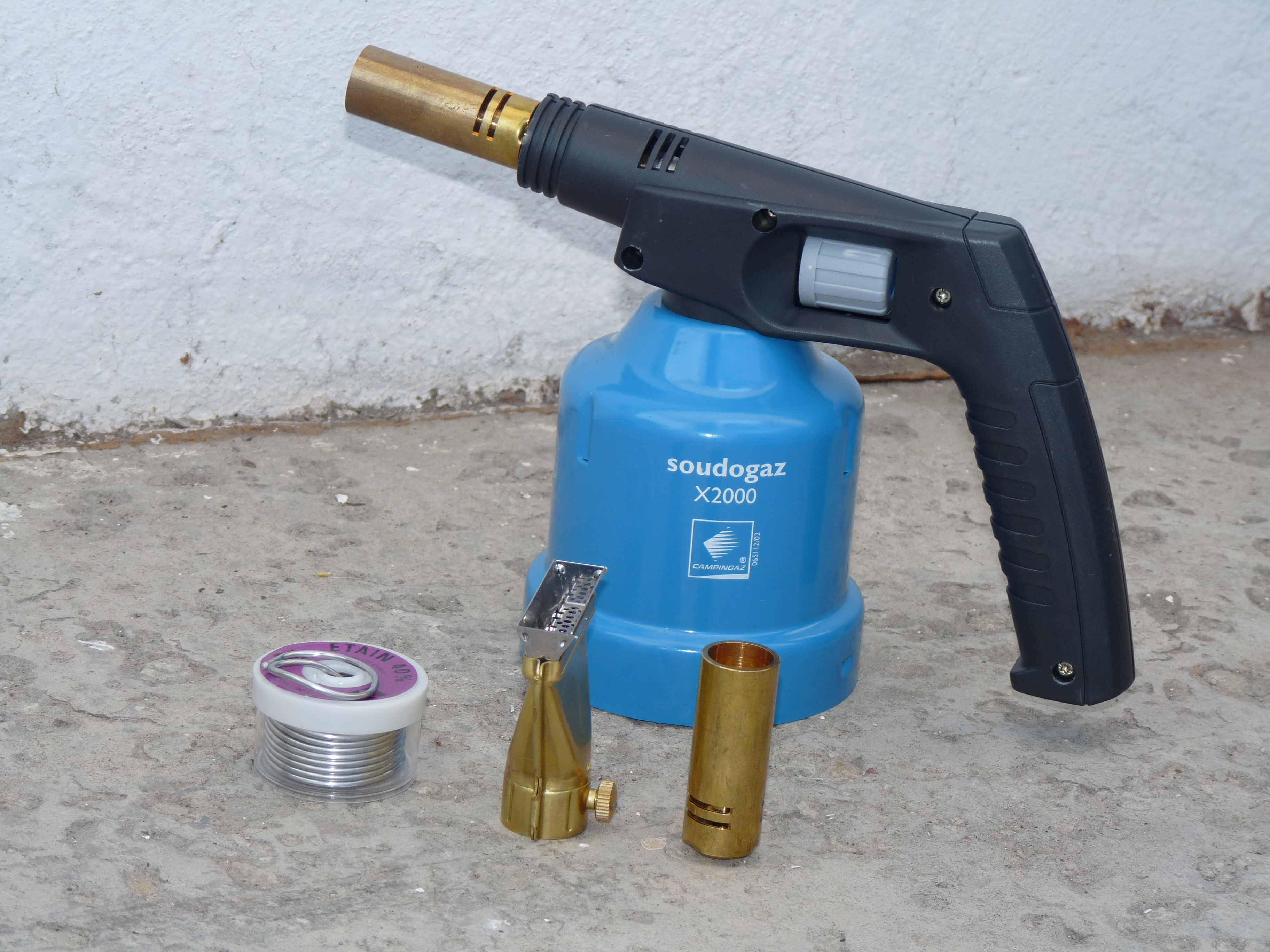
Chalumeau butane/propane.

- Pour les usages à plus basse température, soudure ou brasage par exemple, l'acétylène est remplacé par un gaz type butane, propane ou GPL. Dans ce cas, le comburant peut être soit une bouteille d’oxygène « pur » (dispositif à deux bouteilles + réglage des débits) soit l'air ambiant[10].

- Il existe des chalumeaux automatisés, parfois guidés par rayon laser, dont certains utilisent un puissant faisceau laser pour une découpe très fine ou détaillée dans des matériaux spéciaux, par exemple certaines feuilles métalliques très minces, ou des composants électroniques.[réf. souhaitée]

- Certains chalumeaux au gaz peuvent fonctionner sous la surface de l'eau douce ou salée, par exemple pour des installations métalliques sous-marines.[réf. souhaitée]

## Applications

### Soudage
Le chalumeau est un des outils communs du plombier qui peut être amené, lors d'opérations de maintenance, à souder pour combler des fuites, voire réaliser des travaux neufs (soudure sur des réseaux de chauffage ou de gaz en aciers).

## Normes
Dans la norme ISO 4063 (Soudage, brasage et coupage - Nomenclature et numérotation des procédés), le procédé de soudage oxyacétylénique est identifié par le numéro de référence 311 ; ce numéro de procédé correspond au groupe principal « 3.Soudage aux gaz », au groupe « 31.Soudage oxygaz » et au sous-groupe « 311.Soudage oxyacétylénique ».